# چاوک ابروحنایی
چاوک ابروحنایی (نام علمی: Ochthoeca superciliosa) گونه‌ای از پرندگان از تیرهٔ ژیان‌مرغان است و در ونزوئلا یافت می‌شود.
زیستگاه‌های طبیعی آن جنگل‌های کوهستانی نمناک نیمه‌گرمسیری یا گرمسیری، علفزارهای نیمه‌گرمسیری یا گرمسیری با ارتفاع بالا و جنگل‌های پیشین به‌شدت دگرگون‌شده است.